# Леник Володимир
Володимир Леник (14 червня 1922, с. Дрищів, нині Підлісне, Монастириський район, Тернопільська область — 2 листопада 2005, Мюнхен, Німеччина) — український громадський діяч, видавець, публіцист, мемуарист, архівіст.

## Життєпис
Навчався в Підгайцях і Бережанах.
Активний учасник боротьби за самостійність України, член тоді підпільної Організації українських націоналістів (Юнацтво ОУН, 1938). Діяльність продовжував безперервно до проголошення відновлення незалежності в 1991.
1938 (березень 1939) — за пропаганду української державності польською владою засуджений до ув'язнення.
Працював учителем.
1942 — виїхав до Німеччини для налагодження підпільної мережі в Ґессії.
1942 (1943) — заарештований нацистською владою, засуджений до страти, (вирок змінено — засланий до концтабору Бухенвальд, де перебував аж до звільнення американською армією 11 квітня 1945 року).
Вивчав лісівництво, журналістику, педагогіку, політологію (магістр), має науковий ступінь магістра філософії. Викладав у школах англійську мову та історію. Друкувався в різних газетах і журналах Європи та Америки.
1971—1987 — директор українського інтернату «Рідної школи» в Мюнхені. Довший час працював архівістом.
З 1987/(1988) — головний секретар Українського Вільного Університету (УВУ).
1994 — обраний почесним сенатором УВУ.

### Журналістська діяльність
1945—1946 — організатор та гол. редактор «Усної газети» (Корнберґ).
З 1951 (1952) — співредактор тижневика «Український самостійник», з 1954 — член редколегії газети «Шлях перемоги» (згодом — видавець, відповідальний секретар); також — головний ред. місячників для молоді «Авангард», «Крилаті», журн. «Знання». Кореспондент тижневика «Гомін України» (Торонто).
1954 — член Союзу німецьких проф. журналістів, Спілки укр. журналістів.
1962—1971 — голова Союзу Вільної Преси, куди входили журналісти та видавці 22 національностей, які діяли на території Німеччини і всієї Європи, співпрезидент Європейського союзу екзильних журналістів. В різні часи обирався до проводів молодіжних та суспільно-політичний установ, зокрема СУМу.

### Громадська діяльність
Організатор таборів для українських втікачів та переміщених осіб.
Голова крайової управи СУМ в Німеччині, 1952 — член ЦК СУМ. 1953 — співзасновник Клубу молодих укр. публіцистів (Мюнхен), 1964 — ґенер. секретар Центрального представництва укр. еміґрації в Німеччині.

## Нагороди
Медаль уряду Баварії за заслуги в галузі соціальної опіки (1989), Золота медаль Об'єднання колишніх вояків-українців у Великій Британії (1991), німецька урядова нарогода «За соціальні заслуги на відтинку виховання молоді» (1992). 2 лютого 2001 року нагороджений Президентом України орденом «За заслуги» ІІІ ступеня.

## Праці
Автор 5 книжок українською мовою і шести — німецькою, зокрема:
- Українці на чужині, або Репортажі з далеких доріг. — У 2-х томах. — Львів, 1994
- Українська організована молодь (молодечі організації від початків до 1914 р.). — Мюнхен, 1994. — 181 с.
- Мій полиновий Бухенвальд, 1992 (Україна).
- Gestern, heute, morgen: Zur Geschichte des Ukrainischen Internats in München. — München, 1991. — 164 S.